# هومبيرتو فيولا
هومبيرتو فيولا (بالإسبانية: Humberto Viola)‏ هو عسكري أرجنتيني، ولد في 1943 في الأرجنتين، وتوفي في 1 ديسمبر 1974 في سان ميغيل دي توكومان في الأرجنتين.